# Rumbach

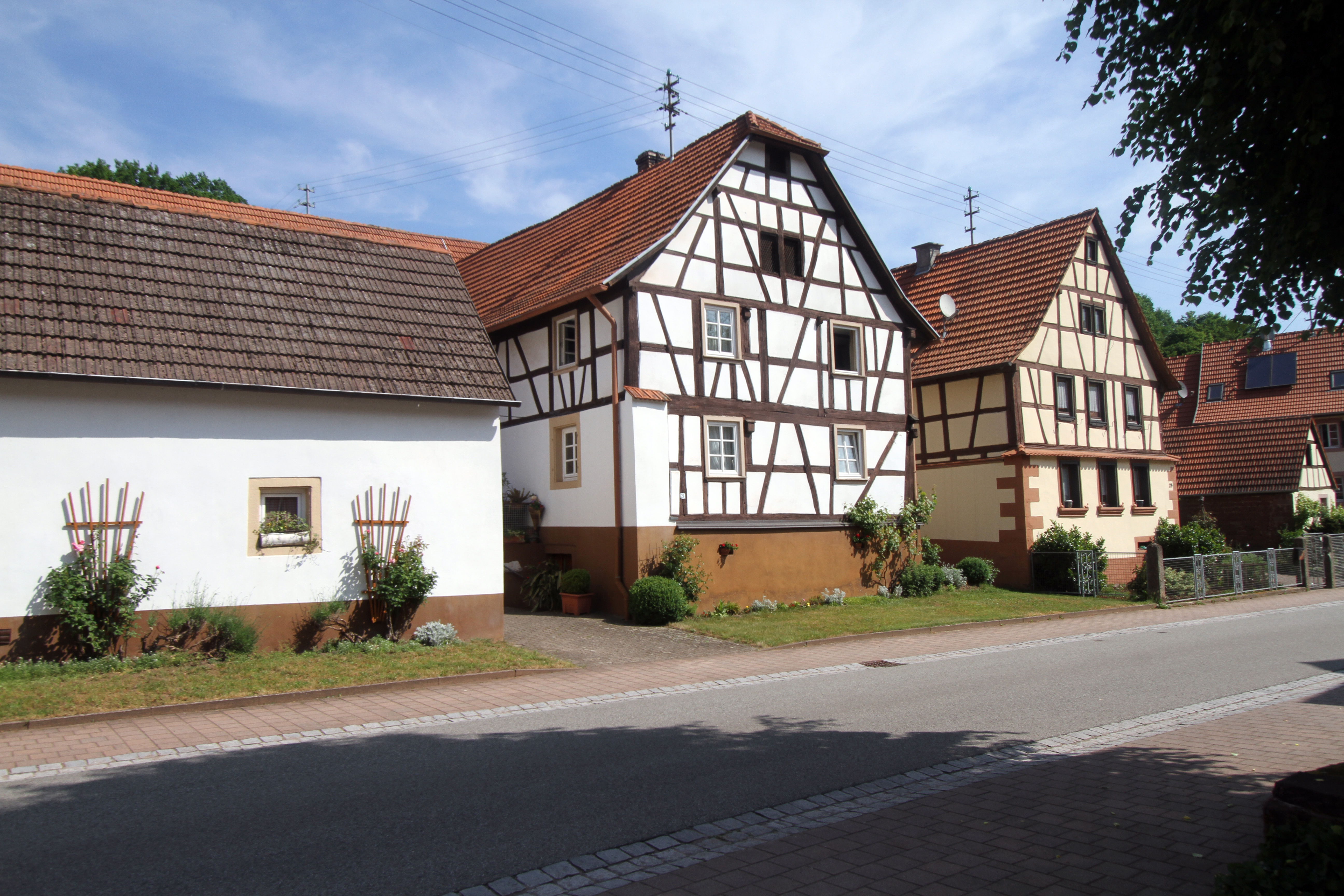
Ortsbild von Rumbach

Rumbach ist eine kleine Ortsgemeinde im Landkreis Südwestpfalz in Rheinland-Pfalz. Sie gehört mit den ca. 430 Bewohnern des Ortes der Verbandsgemeinde Dahner Felsenland an, die ihren Verwaltungssitz in der Stadt Dahn hat. Die Gemeinde ist seit 1984 staatlich anerkannter Erholungsort.

## Geographie

### Lage
Rumbach liegt innerhalb des Dahner Felsenlandes im Wasgau, wie der südliche Teil des Pfälzerwaldes auch genannt wird. Die Gegend, die teilweise schroffe Berghänge und in der Topographie verteilte, zum Teil sehr markante Buntsandsteinfelsen aufweist, wird von zahlreichen Tälern mit Wiesen – sogenannte Wasen – sprich Grünland durchzogen, bekannt sind dabei der Pfaffenberg, Richtung Bruchweiler-Bärenbach, der Söller, Richtung Bundenthal sowie die Rumbacher Höhe, Richtung Fischbach. Nachbargemeinden sind – im Uhrzeigersinn – Bruchweiler-Bärenbach, Bundenthal, Nothweiler, Schönau und Fischbach bei Dahn.
Zu Rumbach gehören zusätzlich die Wohngebiete in der Ebertstraße Ortsausgangs Richtung Bundenthal, die Falkenmühle, und das Neubaugebiet Langenthal. Die Falkenmühle liegt ca. 1,5 km vom eigentlichen Hauptort am Ortseingang zu Bundenthal, aber noch innerhalb der Rumbacher Gemarkung, rechts der Wieslauter und somit zu Rumbach gehörend.

### Erhebungen
Im Südosten der Gemarkung, beginnend an der Grenze zu Bundenthal, erhebt sich der 294,8 m ü. NHN hohe Söller, weiter im Uhrzeigersinn Richtung Nothweiler erhebt sich der 309,3 m ü. NHN hohe Große und kleine Heinzenkopf, die in der ortsansässigen Bevölkerung aber eher keine besondere Erwähnung finden, da der Höhenrücken insgesamt als verlängerter Höhenrücken des Söller angesehen wird.
Eine wirklich markante Erhebung ist der auf 484,7 m ü. NHN ansteigende hohe Beißenberg, der sich südlich anschließt und eine natürliche Barriere zu dem auf Nothweilerer Gemarkung liegenden 530,9 m ü. NHN Kuhnenkopf bildet. Im Anschluss daran, an der Grenze zu Schönau erstrecken sich die 524 m ü. NHN hohen Schlüsselfelsen, übergehend in südwestliche Richtung, schließt sich der langgestreckte Große Adelsberg an, der sich bis zum Königsstich hinzieht und dort steil Richtung Königsbruch abfällt. 
Im Schatten des Großen Adelsberges, liegt in Nord-nordwestliche Richtung der Kleine Adelsberg 318,4 m ü. NHN mit der markanten Adelsnadel. Weiter westlich erstreckt sich der langgezogene Rumberg der an seiner größten Erhebung 453,9 m ü. NHN misst. Der flachere Teil mit dem zum Königsbruch zugewandten Rumbergskopf, misst 416,8 m ü. NHN.
Nordwestlich davon erstreckt sich entlang der Grenze zu Fischbach bei Dahn, der große Roßberg mit 432,5 m ü. NHN der im Norden in den Dörrntalberg übergeht und der an seiner höchsten Stelle 441,7 m ü. NHN misst. Von dort fällt der Berg nordöstlich steil ab, Richtung Bruchweiler und mündet oberhalb der Talsohle am Pfaffenberg der sich in östliche Richtung oberhalb des Wieslautertals von Bruchweiler-Bärenbach auf 273,3 m ü. NHN erhebt. Hier schließt sich der äußere Kreis entlang der Gemarkungsgrenze um Rumbach.
Im inneren Teil des Gebietes und den Ort direkt umgebend erstreckt sich der westlich befindende vordere 446 m ü. NHN und hintere Teil 442,9 m ü. NHN des Sesselberges, der sich wie ein schützendes Hufeisen von dort aus in nordöstliche Richtung, Birkelfelsen 351,8 m ü. NHN, und in südöstliche Richtung, An der Stirn 400,6 m ü. NHN, um den Ort legt.

### Gewässer
Die weitläufige Gemarkung der Ortsgemeinde reicht östlich bis zur Wieslauter. Mitten durch das Siedlungsgebiet des Ortes fließt der gleichnamige Bachlauf Rumbach, gespeist aus Quellen im Langenthal und aus dem Naturschutzgebiet Brauntal, die sich zentral in der Ortsmitte vereinen. Der Dumbach, der im Quellgebiet der Gangelswiesen entspringt, bildet im Nordosten gleichzeitig die Gemarkungsgrenze zu Bruchweiler-Bärenbach. Beide Bäche sind rechte Nebenflüsse der Wieslauter.
Im Westen Richtung Schönau und Fischbach, reicht die Gemarkung bis zum Königsbruch entlang der Sauer. Dort münden von links der einfließende Zulauf eines weiteren Gewässers mit dem Namen „Rumbach“, der aus den Gewannen Im Tal und In den Schützenwögel verteilten Quellen gespeist wird, sowie der unterhalb des Roßberges im Roßtal entspringende Sumpflochgraben.

## Geschichte
Von der ersten Hälfte des 15. bis Ende des 18. Jahrhunderts gehörte Rumbach zum Pfalz-Zweibrücker Amt Wegelnburg.
Nach der Einnahme des Linken Rheinufers durch französische Revolutionstruppen im Jahr 1794 und der Neuordnung der Verwaltung nach französischem Vorbild gehörte der Ort von 1798 bis 1814 zum Kanton Pirmasens im Departement Donnersberg. 1815 wurde der Ort im Zuge des Wiener Kongresses Österreich zugeschlagen. Bereits ein Jahr später wechselte Rumbach aufgrund eines Gebietstausches in das Königreich Bayern. 1817 wurde die Gemeinde in den Kanton Dahn umgegliedert. Ab 1818 war der Ort Bestandteil des Landkommissariat Pirmasens, das 1862 in ein Bezirksamt umgewandelt wurde. Während dieser Zeit war die Gemeinde dem Bürgermeistereiamt Schönau zugeordnet.

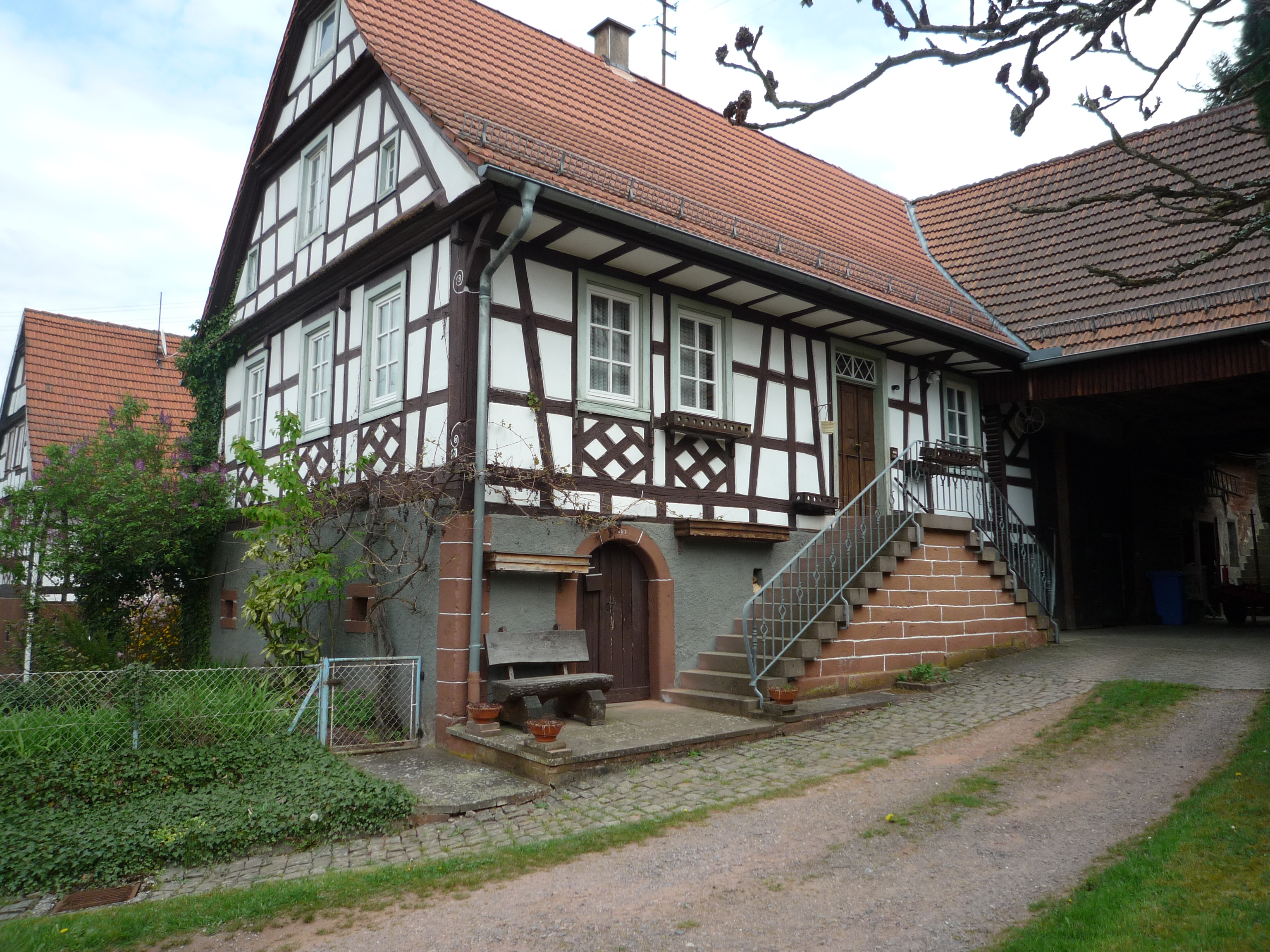
Als gestelztes Einhaus errichtetes Fachwerkhaus im Dorfkern von Rumbach

1939 wurde Rumbach in den Landkreis Pirmasens (ab 1997 Landkreis Südwestpfalz) eingegliedert. Während des Zweiten Weltkriegs befand sich der Ort im Bereich der Roten Zone. Nach dem Krieg wurde die Gemeinde innerhalb der französischen Besatzungszone Teil des damals neu gebildeten Landes Rheinland-Pfalz. Im Zuge der ersten rheinland-pfälzischen Verwaltungsreform wurde der Ort Bestandteil der neu geschaffenen Verbandsgemeinde Dahner Felsenland.
2009 erreichte Rumbach den dritten Platz im Wettbewerb Hauptstadt des Fairen Handels. Ein Jahr später wurde die Gemeinde Bundessieger im Wettbewerb Unser Dorf hat Zukunft und erhielt dabei die Silbermedaille und 2019 die Goldmedaille. Im Jahr 2009 wurde Rumbach im Wettbewerb Unser Dorf hat Zukunft Kreis-, Gebiets- und Landessieger in der Sonderklasse. Im Mai 2010 wurde Rumbach Gewinner des Landesfinales. Darüber hinaus wurde der Ort mit dem Sonderpreis für die Innenentwicklung ausgezeichnet. Bereits In den Jahren 2000 und 2005 war Rumbach Kreissieger und erhielt im Jahr 2000 und 2010 den Sonderpreis für vorbildliche ökologische Leistungen.

## Bevölkerung

### Bevölkerungsentwicklung
| Jahr | Einwohner |
| ---- | --------- |
| 1815 | 452       |
| 1835 | 558       |
| 1871 | 475       |
| 1905 | 402       |
| 1939 | 903       |
| 1950 | 499       |
| 1961 | 547       |
| 1970 | 524       |
| 1987 | 485       |
| 1997 | 544       |
| 2005 | 485       |
| 2011 | 459       |
| 2017 | 447       |
| 2023 | 413       |

Die Entwicklung der Einwohnerzahl von Rumbach, die Werte von 1871 bis 1987 beruhen auf Volkszählungen:
Diejenigen in der Bevölkerung, die an den strukturellen Veränderungen in der Gesellschaft des 19. Jahrhunderts nicht teilhaben konnten, versuchten ihr Glück in Übersee oder flüchteten vor den Repressalien der Gewinner dieser Machtkämpfe. Dies führte auch in den strukturschwachen Regionen Deutschlands, wie der Pfalz oder dem Wasgau, zu weiteren Auswanderungswellen, die bis zum Ende des 19. Jahrhunderts anhielten und von denen auch Rumbach und die betroffene Bevölkerung nicht verschont wurden. Eine Reminiszenz liefert eine weitere Hinweistafel an einem Rumbacher Brunnen, die am Schützenhügel aufgestellt ist und genau diesen Hintergrund anhand der geschichtlichen Entwicklung beleuchtet.

### Religion
2012 waren 53,0 Prozent der Einwohner evangelisch und 28,7 Prozent katholisch. Die übrigen gehörten einer anderen Religion an oder waren konfessionslos. Der Evangelische Anteil der Bewohner des Ortes gehören zur Protestantischen Landeskirche Pfalz. Die Katholiken gehören zum Bistum Speyer.

## Politik

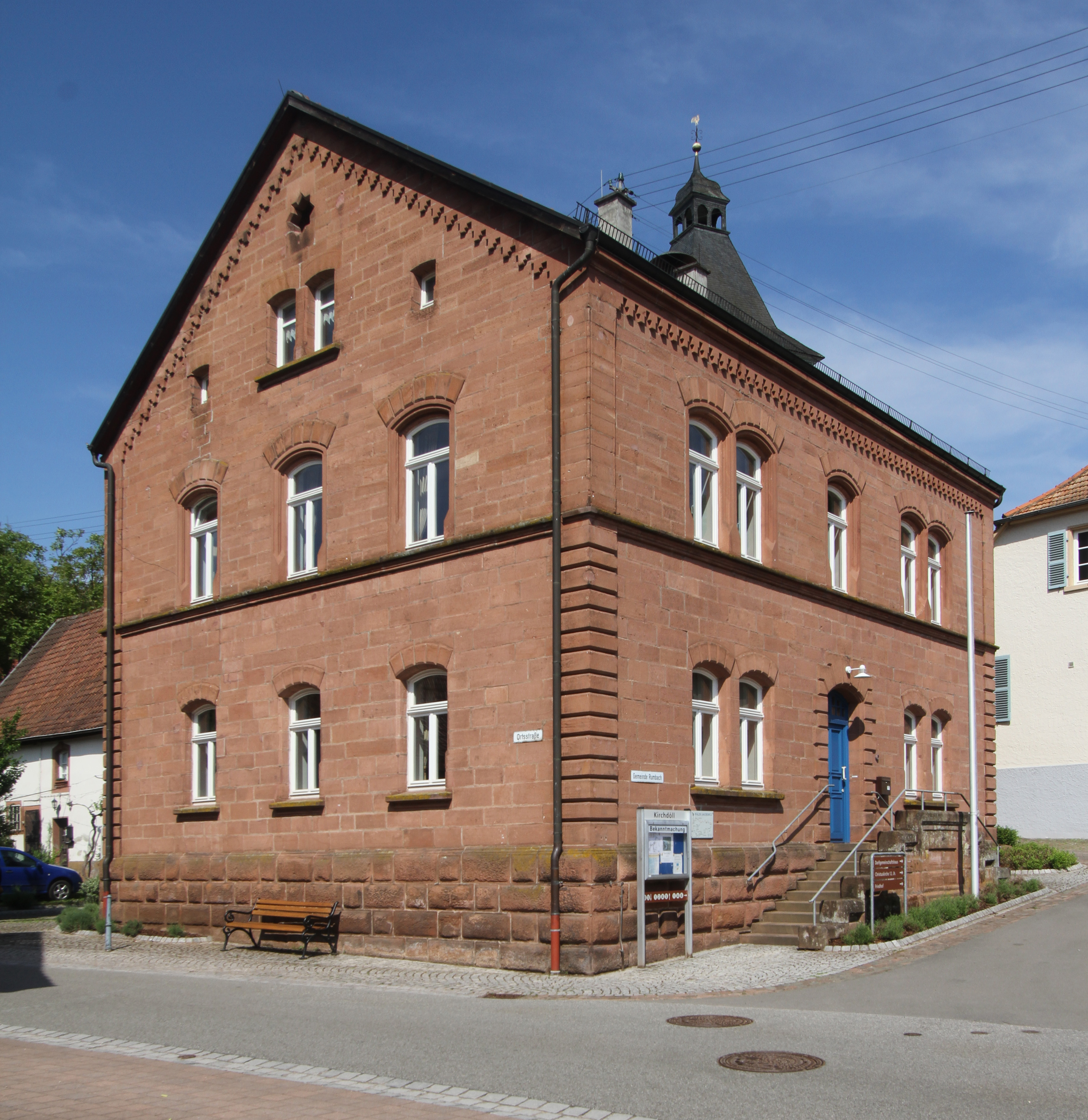
Rathaus

Bei Bundestagswahlen gehört Rumbach zum Wahlkreis Pirmasens. Bei Landtagswahlen war die Gemeinde von 1991 bis 2016 Bestandteil des Wahlkreises Pirmasens-Land. Aufgrund des Bevölkerungsrückgangs der Region wurde er aufgelöst, sodass Rumbach ab 2021 zum Wahlkreis Pirmasens gehört.

### Gemeinderat
Der Gemeinderat in Rumbach besteht aus acht Ratsmitgliedern, die bei der Kommunalwahl am 9. Juni 2024 in einer Mehrheitswahl gewählt wurden, und dem ehrenamtlichen Ortsbürgermeister als Vorsitzendem.

### Bürgermeister
Ralf Weber (FWG) wurde 2014 Ortsbürgermeister von Rumbach. Bei der Direktwahl am 26. Mai 2019 wurde er mit einem Stimmenanteil von 86,29 % und am 9. Juni 2024 als einziger Bewerber mit 70,7 % jeweils für weitere fünf Jahre in seinem Amt bestätigt.
Seine Vorgängerin war Heidelinde Koslowski (FWG).

### Wappen
| Wappen von Rumbach | Blasonierung: „Durch Wellenlinie von Blau und Silber geteilt, oben unter einer goldenen Krone eine aufgerichtete silberne Pflugschar, unten auf grünem mit drei grünen Tannen bestandenem Grund ein roter Baumstumpf und ein roter umgestürzter Baumstamm.“ |
| Wappen von Rumbach | Es wurde 1980 von der Bezirksregierung Neustadt genehmigt. |

## Kultur und Sehenswürdigkeiten

### Kulturdenkmäler

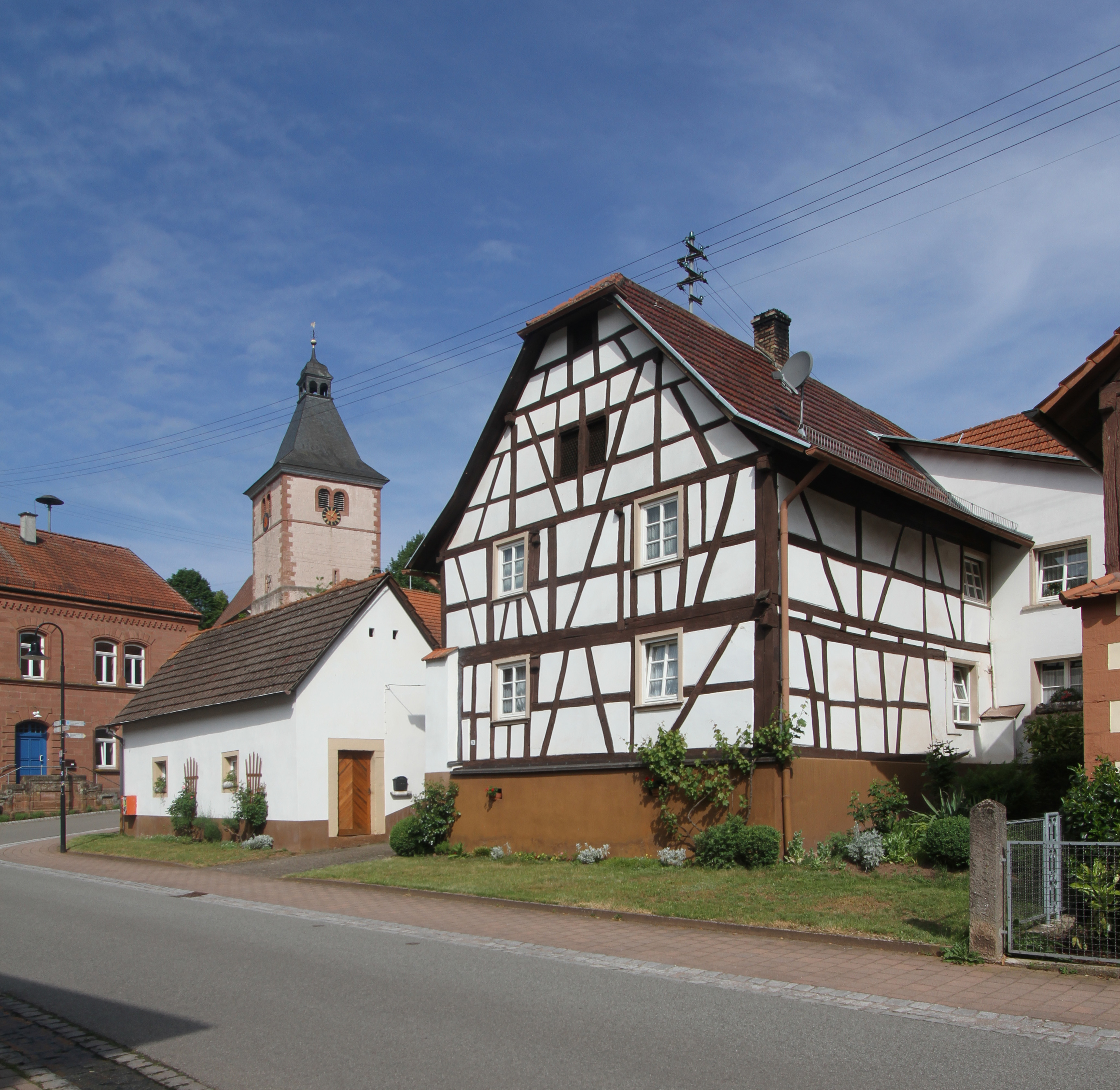
Denkmalzone Ortskern

Der Ortskern ist als Denkmalzone Rund um die im romanischen Stil erbaute Christuskirche, vormals als Gangolfkirche ausgewiesen.
Hinzu kommen zahlreiche Einzelobjekte von Fachwerkhäusern, aus dem 18.–19. Jahrhundert entlang des alten Ortskerns, die unter Denkmalschutz stehen. 
Die ortsbildprägende, im Mittelpunkt des Ortskerns befindliche 1000-jährige Christuskirche steht leicht erhöht über dem Ort auf dem Kirchbühl. Bei dieser handelt es sich um eine romanische Wehrkirche, sie ist unter anderem im Chor mit aus dem Mittelalter entstanden alten Fresken bemalt. Diese wurden bei einer Renovierung in den frühen 50er Jahren wiederentdeckt. Im Zuge dieser Entdeckung wurde die Kirche in Christuskirche umbenannt, da man eine, als Weltenherrscher mit einer Königskrone geschmückte Christusfreske im Chor freigelegt hatte. 
Weitere denkmalgeschützte Objekte sind ein Brunnen des Schönauer Hüttenwerkes, der dort angefertigt wurde und einen Platz an der Hauptstraße Richtung Fischbach schmückt, sowie ein Kriegerdenkmal auf dem Gottesacker hinter der Kirche.

### Natur
Die Ortsgemeinde liegt im Naturpark Pfälzerwald, der wiederum zum von der UNESCO geschützten Biosphärenreservat Pfälzerwald-Vosges du Nord gehört. Auf dem Gemeindegebiet existieren insgesamt vier Naturdenkmale; dabei handelt es sich ausnahmslos um Felsen wie dem Birkel, in Richtung Fischbach der Kastelsfelsen (bei Kletterern auch als Rumbacher Platte bekannt) sowie der Adelsnadel. Ein weiterer Fels, der in der Rumbacher Gemarkung zu finden ist, ist der Christkindelsfelsen in Siedlungsnähe.
Im Süden befindet sich zudem das Naturschutzgebiet Brauntal und im Südwesten gemarkungsübergreifend das Naturschutzgebiet Königsbruch. Darüber hinaus ist die Gemeinde Bestandteil des Klettergebietes Pfälzer Wald.

## Wirtschaft und Infrastruktur

### Wirtschaft
Rumbach ist ein sogenanntes Waldbauerndorf und ist eine der waldreichsten Gemeinden von Rheinland-Pfalz, deren Wälder sich im Besitz der Gleichen befinden. Aufgrund der geographischen Gegebenheiten dominierte schon jahrhundertelang die Forst- und Holzwirtschaft vor Ort. So „trippelten“ die Rumbacher alljährlich auf den Markt nach Weißenburg, im nahen Elsass, um dort das geschlagene Holz für den Winterbrand zu verkaufen. Aber auch heute spielt der Wald, in Zeiten des Klimawandels wieder eine verstärkte Rolle, was die wirtschaftliche und auch nachhaltige Entwicklung des Ortes und darüber hinaus des Klimawandels angeht. Die örtlichen Waldgebiete unterstehen der Verwaltung durch das Forstamt Wasgau, das seinen Sitz in Dahn hat.

### Verkehr

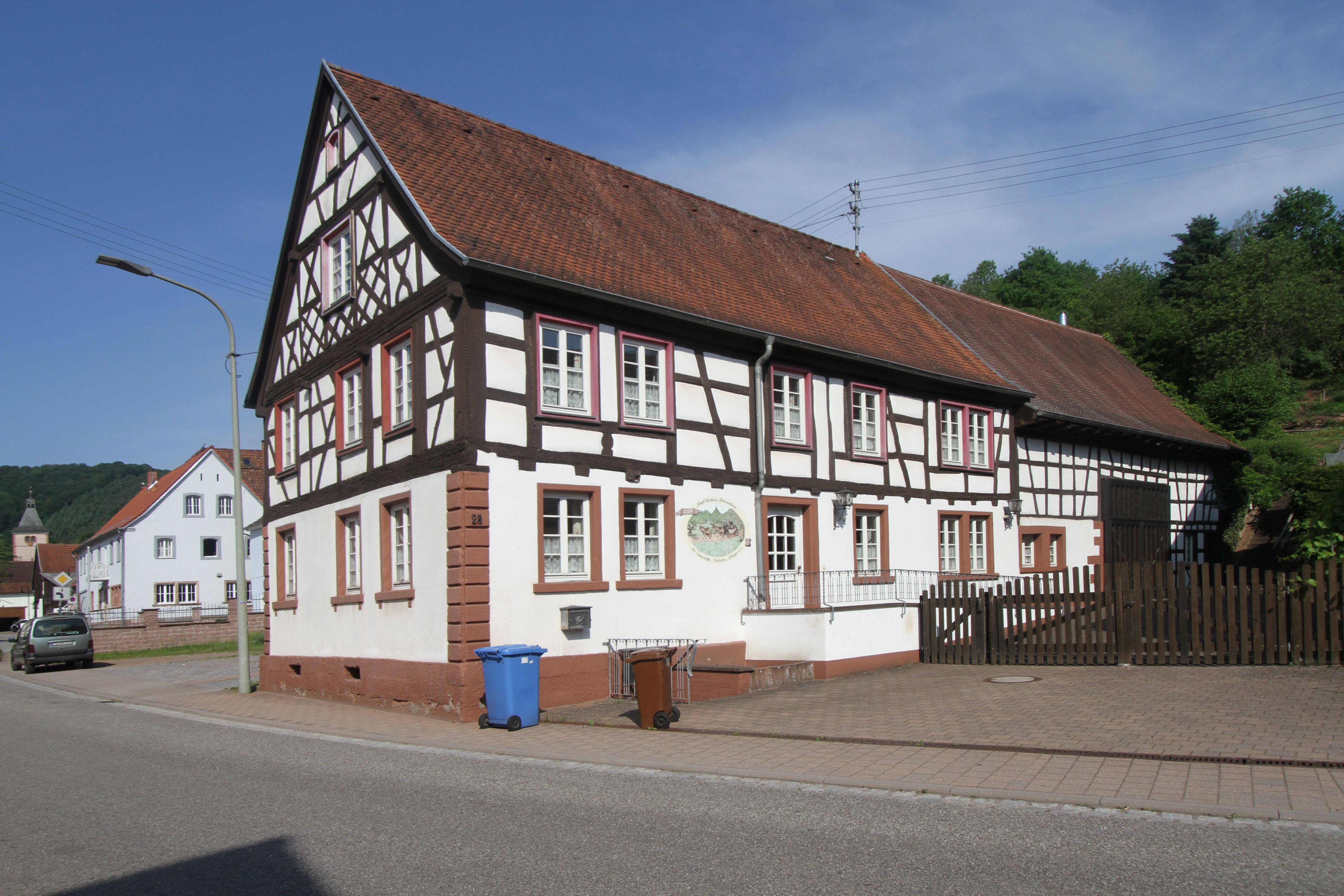
Landesstraße 478 innerhalb von Rumbach

Seit 1911 verläuft die Wieslauterbahn von Hinterweidenthal Ost nach Bundenthal. Der Endbahnhof, der sich am Ortseingang der Nachbargemeinde Bundenthal befindet, erhielt die Bezeichnung „Bundenthal-Rumbach“. Der Personenverkehr wurde in 1966 eingestellt. Seit 1997 wird die Strecke mittwochs und samstags und sonntags zwischen 1. Mai und 31. Oktober betrieben.
Auf Befehl der Französischen Besatzung wurde ab 1921 eine Bahnlinie von Bundenbach in Form einer Heeresfeldbahn zum Militärlager Camp Ludwigswinkel gebaut. Diese Wasgauwaldbahn wurde 1924 auch für den Personenverkehr freigegeben. 1930 wurde die Bahnlinie abgebaut.
Durch den Ort führt die Landesstraße 478, die von der Landesgrenze zum Saarland bei Hornbach bis zur deutsch-französischen Grenze bei Sankt Germanshof führt. Von dieser zweigt südlich des Siedlungsgebiets die Kreisstraße 46 ab, die über Nothweiler bis nach Niederschlettenbach führt.
Teilweise auf dem Gemeindegebiet befindet sich das Segelfluggelände Bundenthal-Rumbach auf dem zwischen Rumbach und Bundenthal gelegenen Söller.

### Tourismus
Mit der Biosphärentour führt ein Radweg durch die Ortsgemeinde; dabei handelt es sich um einen Rundweg, der in Dahn beginnt und endet. Durch die Gemeinde verlaufen der mit einem roten Balken markierte Fernwanderweg Donnersberg–Donon, die Südroute der Pfälzer Jakobswege und mit dem Felsenland Sagenweg ein sogenannter Premiumwanderweg. Außerdem war die Gemeinde Station des Westpfalz-Wanderweges. Die Tour 14 des Mountainbikeparks Pfälzerwald verläuft ein kurzes Stück über die Rumbacher Waldgemarkung im Bereich des Beißenbergs und die Tour 15 durch größere Teile des Gemeindegebiets.

## Persönlichkeiten

### Ehrenbürger
- Fritz Perret (1904–1996), Altbürgermeister

### Personen, die vor Ort gewirkt haben
- Heidelinde Koslowski, seit 2013 Inhaberin der Freiherr-vom-Stein-Plakette, Ortsbürgermeisterin bis 2014